# Свято-Михайлівський храм (Чистякове)
Свято-Михайлівський храм (Храм Св. Архангела Михаїла) — культова споруда в м. Чистяковому, побудована в 1906 році як дерев'яна домова православна церква.

## Історія храму
На початку ХХ століття жителі селища залізничної станції Чистяково звернулися за благословенням на будівництво храму до правлячого архієрея, єпископа Катеринославського і Таганрозького Симона Покровського. На що отримали Архіпасторское благословення.
Будівництво храму велося на пожертвування жителів селища. Храм був побудований в 1906 році. Будівля храму була дерев'яною і за своєю архітектурою являла собою домову церкву невеликих розмірів. Храм освятили на честь Арх. Михаїла та інших небесних сил безтілесних.
Протягом всієї своєї історії храм не припиняв свого існування. Навіть у роки гонінь на православну церкву, Свято-Михайлівський храм залишався єдиним оплотом православ'я в місті.
Будучи єдиним храмом міста він не міг вмістити всіх бажаючих. Довгий час головним бажанням громади було збільшення площі храму, але влада не давала згоди на це.
І лише в 1978 році, стараннями настоятеля храму протоієрея Іоанна Самолевіча було отримано дозвіл на капітальний ремонт храму. Користуючись цією можливістю, за один будівельний сезон споруджено нову будівлю навколо старого, після цього старий храм був демонтований. Таким чином побудували новий храм більшої площі.

## Сьогодення
На початку 80-х за рахунок викупу сусідніх будинків збільшилася територія церковного двору. Це дало можливість для будівництва причтового будинку.
При Свято-Михайлівському храмі діє недільна школа. Кожного тижня в храмі відбувається молебень Архангелу Михайлу. З благословення митрополита Донецького і Маріупольського Іларіона настоятель храму протоієрей Андрій Алтухов несе духовне окормлення робітників ЗАТ «Ремоввугілля», для цього на шахті створена молитовна кімната.